# Sonntag in New York
Sonntag in New York ist ein US-amerikanischer Spielfilm aus dem Jahr 1963. Er basiert auf dem gleichnamigen Lustspiel von Norman Krasna, der auch das Drehbuch schrieb. 

## Handlung
Adam Tyler ist ein amerikanischer Flugkapitän, der ein Wochenende frei hat und dies zu einem romantischen Beisammensein mit seiner Freundin Mona in seiner New Yorker Wohnung nutzen möchte. Das Wochenende wird jedoch jäh unterbrochen, als Adams kleine Schwester Eileen ihn überraschend besucht. Sie hat Streit mit ihrem Verlobten Russ Wilson, weil sie nicht mit ihm vor der Ehe schlafen möchte. Adam beschwichtigt sie und meint, dass sie genau die richtige Einstellung habe. 
Adam hat am Sonntag seinen nächsten Flug und möchte, dass Mona ihm nachfliegt. Jedoch werden die Flugpläne für ihn geändert und Mona ist nun allein in einer fremden Stadt. Währenddessen trifft Eileen in einem Bus den Journalisten Mike Mitchell. Die beiden verlieben sich ineinander und landen schließlich in Adams Wohnung. Dort erscheint auch Russ Wilson, um Eileen um Verzeihung zu bitten. Er sieht in Mike jedoch Eileens Bruder. Als auch Adam überraschend zurückkommt, wird er Russ als sein eigener Copilot vorgestellt. Adam spielt die Maskerade mit. Im Laufe des Abends kommt jedoch die Wahrheit ans Licht. Mike und Eileen gestehen sich ihre Liebe und Russ sieht ein, dass seine Beziehung zu Eileen keine Zukunft mehr hat. Adam beschließt schließlich, Mona zu heiraten, da die spontanen Treffen an irgendwelchen Plätzen dieser Welt nur Verwirrung bringen.

## Synchronisation
Das Dialogbuch schrieb Michael Günther, welcher auch die Dialogregie führte.
| Rolle                | Besetzung       | Deutsche Synchronstimme |
| -------------------- | --------------- | ----------------------- |
| Mike Mitchell        | Rod Taylor      | Horst Niendorf          |
| Eileen Tyler         | Jane Fonda      | Ingeborg Wellmann       |
| Adam Tyler           | Cliff Robertson | Holger Hagen            |
| Russ Wilson          | Robert Culp     | Jörg Cossardt           |
| Chief Pilot Drysdale | Jim Backus      | Gerd Duwner             |

## Kritiken
„Flott-ironische Filmfassung des erfolgreichen Bühnenstücks von Norman Krasna (‚Indiskret‘).“

## Auszeichnungen
Der Titelsong Sunday in New York von Peter Nero (Musik), Carroll Coates und Roland Everett (Text) wurde 1964 für einen Golden Globe Award nominiert.